# Drugovići (Laktaši)
Drugovići (szerbül: Друговићи), település Bosznia-Hercegovinában, Laktaši községben, Bosanska krajina területén, a Szerb Köztársaságban. 

## Fekvése
Bosznia-Hercegovina északi részén, Banja Lukától légvonalban 17, közúton 19 km-re északkeletre, községközpontjától légvonalban 8, közúton 14 km-re keletre, 134-272 méteres magasságban fekszik. A terep túlnyomórészt sík, dél felé enyhén lejt. A falu déli oldalán átfolyik a Crkveni folyóval. Területe 19,3 km2, ebből 10,6 km2 Donji, 8,7 km2 Gornji Drugovići. Ezeket a Bijelića glavica - Sikimića potok vonal választja el egymástól a Crkvena torkolatáig. Az 1975-ben aszfaltozott falun a Klašnice-Prnjavor főút és több rövidebb, összesen 17 km hosszú aszfaltút és mintegy 25 km hosszúságú makadámút halad át. A falu szeres típusú; a házak többnyire utak körül és dombokon helyezkednek el. Közöttük termékeny szántóföldek és gyümölcsösök, valamint a falu teljes területének mintegy 30 százalékát borító lucfenyő erdők találhatók. A település Milosavci, Miloševci, Devetina, Koljani, Gumjera (Laktaši község) és Hrvaćani (Prnjavor község) falvakkal határos. Településrészei: Bjelića glavica, Tešinovića brdo, Ignjatića brdo, Ambarine, Popovača, Selište, Klupice, Careva gora, Ćućunovo brdo és Gaj. A jelentősebb vízfolyások: a Crkvena, a Bojića voda, a Sikimića-patak, az Ostojića-patak, a Rječica, az Ilidža, a Muratovac, a Studenac, a Lužine, a Vukina voda, a Bareljci és a Gagičkovac.
A nagyobb beosztott falvak: Ambarine, Bojići, Bundale, Gušići, Jovanovići, Ostojići, Stamenići és Stegići. Ambarine faluban, a Stegića-hegyen 22 lakóegységgel (tíz duplex ház és két önálló ház) épült menekülttelep, ahol 48, a jelenlegi Bosznia-Hercegovina Föderáció különböző részeiből (Donji Vakuf, Sanski Most, Glamoč, Krupa, Ključ, Kupres, Zenica) menekült szerb lakost helyeztek el.

## Népessége
| Nemzetiségi csoport | Népesség 1991 | Népesség 2013 |
| ------------------- | ------------- | ------------- |
| Szerb               | 863           | 730           |
| Bosnyák             | 0             | 0             |
| Horvát              | 2             | 4             |
| Jugoszláv           | 10            | 4             |
| Egyéb               | 1             | 7             |
| Összesen            | 876           | 745           |

## Története
A település 1878-ig tartozott az Oszmán Birodalomhoz, ekkor a berlini kongresszus határozata alapján az Osztrák-Magyar Monarchia része lett. 1879-ben az első osztrák-magyar népszámlálás során a Banja Luka-i járáshoz tartozó településnek 56 háztartása és 468 ortodox lakosa volt. 1910-ben a Prnjavori járáshoz tartozó településen 107 háztartást, 827 ortodox, 1 muszlim és 1 római katolikus lakost találtak. A monarchia szétesésével 1918-ban előbb a Szerb-Horvát-Szlovén Királyság, majd 1929-től a Jugoszláv Királyság része. 1921-ben a községnek 136 háztartása és 968 lakosa volt. Az 1929-es törvény értelmében, amikor Bosznia-Hercegovinát négy banovinára, Drinskára, Vrbaskára, Zetskára és Primorskára osztották, a település a Vrbaska banovina része lett, amelynek székhelye Banja Luka volt. 
Jugoszlávia megszállása után a Független Horvát Állam (NDH) része lett. A második világháború után a szocialista Jugoszláviához tartozott. 1950. augusztus 31-én Drugovićit a Mercali-skála szerinti nyolcas fokozatú katasztrofális földrengés sújtotta. A daytoni békeszerződést követő területfelosztásnál Laktaši község részeként a Szerb Köztársaság területéhez került.

## Gazdaság
Drugovići lakossága mezőgazdasággal foglalkozik. A kalászosok közül a búzát és a kukoricát termesztik a legtöbben, jól teremnek a gyümölcsök, főleg a cseresznye és a szilva. A helyiek egy kis része Banja Lukában, Laktašiban és külföldön dolgozik.

## Oktatás
Az akkori Bosznia-Hercegovina egyik legrégebbi elemi iskolája, leginkább Vasa Pelagić archimandritának köszönhetően, aki akkoriban a Banja Luka-i egyházmegye és szeminárium első embere volt, Drugovićiben épült 1868-ban. (Nemcsak a templom építésének, hanem a falu iskolájának is támogatója és kezdeményezője volt.) Az iskola a templomkertben épült és Szerb Nemzeti Iskolának hívták. Az első tanár a vajdasági Prokopie Trifunović volt. Az iskola 1875-ig működött, majd 1893-ban kezdte újra működését, miután az osztrák-magyar hatóságok engedélyezték a munka folytatását az 1878-ban épült templomépületben. Az iskola 1913-ig működött. Kilenc év után (1922) épült az az épület, melynek földszintjén tanterem, emeletén pedig tanári lakás található. Hamarosan újabb épület épült egy másik tanteremmel. Az iskola 142 éves fennállása alatt, 2010-ig 112 évig működött aktívan. Egyes adatok szerint az iskolai könyvtárat először 1923-ban alakították ki az iskolában. Az iskola ma a slatinai „Holandija” Általános Iskola háromosztályos körzeti iskolájaként működik.

## Infrastruktúra
A falu 1969-ben kapott áramot, 2001-ben telefonkapcsolatot. A mintegy 80 házat ellátó vízvezeték 1987-1990 között épült. A vezetékes vizet hivatalosan 1991. április 16-án nyitották meg. A temető a templom közelében található. A faluban található a „Braća Đukić” szálloda, egy benzinkút, négy élelmiszerbolt, egy autóroncstelep és a laktaši „Niskogradnje” kőbányája. 2001-ig helyi iroda is működött. Drugovići helyi közössége az azonos nevű falun kívül Devetinából és Koljaniból áll.

## Nevezetességei
Drugovići azon kevés falvak egyike Laktaši községben, ahol a 19. században az elsők között volt templom és iskola. Az első drugovići templom építése 1863-ban kezdődött. A Boldogságos Szűz Mária születésének tiszteletére szentelt templomot 1867. november 8-án fejezték be és szentelték fel. Az akkori drugovicei plébániához tartoztak Milosavci, Papažani, Kriškovci, Koljani és Hrvaćani falvak. A templom érdekessége minden bizonnyal a mai napig megőrzött, 1,3 kg-os nagy templomkulcs, amelyet Risto Vranješ milosavaci lakos kovácsolt. Az első plébános Vasilije Ignjatić (népszerű nevén Pop Bajan) volt, aki 1834-ben született a közeli Papažaniban, és aki 1905-ig szolgált a plébánián. A régi templom helyén 1963 és 1967 között újat építettek.